# Allagopappus dichotomus
Allagopappus dichotomus es una especie de planta herbácea perteneciente a la familia Asteraceae.  Es originaria de las Islas Canarias (España).

## Descripción
A. dichotomus es una de las dos especies del género Allagopappus, endémico del archipiélago. Se diferencia por sus hojas de lanceoladas a oblongas y con los bordes dentados.

## Etimología
Allagopappus: nombre genérico que podría derivar del griego allos, que significa "otro, diferente" y pappus, que significa "vilano".
dichotomus: epíteto que significa dicótoma, es decir dividida o partida en dos.

## Sinonimia
- Chrysocoma dichotoma L.f. (1782)
- Allagopappus dichotomus (L.f.) Cass. subsp. dichotomus
- Conyza canariensis Willd. (1803)
- Allagopappus canariensis (Willd.) Greuter (2003)[2]

## Nombre común
Se conoce como "madama" o "mato risco".